# Осипенко, Максим Александрович
Макси́м Алекса́ндрович Осипе́нко (род. 16 мая 1994, Омск) — российский футболист, центральный защитник московского «Динамо» и игрок сборной России.

## Карьера
Воспитанник клуба «Нефтяник» (Омск), тренер — Сергей Владимирович Константинов. Становился чемпионом России среди юношей 1994 г.р. (2013). В 2012 году перешёл в ведущий клуб своего города — «Иртыш», где провёл один сезон в дублирующем составе, а с сезона 2013/14 начал играть за основной состав во втором дивизионе.
В начале 2016 года перешёл в воронежский «Факел», игравший в ФНЛ. Сыграл в составе клуба более 100 матчей, неоднократно попадал в символическую сборную тура в ФНЛ, несмотря на слабые выступления его команды. Признавался лучшим игроком клуба в сезоне[уточнить]. Обладатель Кубка ФНЛ 2017 года. Был на просмотре в ряде других клубов первого дивизиона и премьер-лиги, в частности в «Волгаре», «Урале», московском «Динамо».
Летом 2019 года перешёл в «Тамбов», проводящий свой дебютный сезон в премьер-лиге. Свой дебютный матч на высшем уровне сыграл 14 июля 2019 года, в игре первого тура против «Зенита», выйдя в стартовом составе.
В январе 2020 года перешёл в «Ростов», подписав контракт на 4,5 года. В 2021 году стал капитаном «Ростова». В августе 2021 года бывший тренер клуба Валерий Карпин, ставший тренером сборной России, впервые вызывал игрока в сборную.
С сезона 2022/23 результативность Осипенко значительно выросла. Если за первые три сезона в Премьер-лиге (2019/20 — 2021/22) Осипенко забил всего три мяча в 85 матчах, то в сезоне 2022/23 забил 6 мячей (4 — с пенальти) в 26 матчах. В следующем сезоне вновь забил 6 мячей (4 — с пенальти), проведя 24 игры. В сезоне 2024/25 повторил рекорд чемпионатов России по голам за сезон среди защитников — 9 мячей (4 — с пенальти) в 30 матчах. Таким образом, за три сезона (2022/23 — 2024/25) Осипенко забил 21 мяч (в том числе 12 — с пенальти) в 80 матчах. Благодаря этому Осипенко вошёл в топ-10 бомбардиров «Ростова» в истории чемпионатов России — 23 гола в 146 матчах на окончание сезона 2024/25. 
17 июня 2025 года Осипенко покинул Ростов и перешёл в московское «Динамо». 18 июля 2025 года дебютировал за «Динамо» в домашнем матче против калининградской «Балтики».

## Достижения
Личные
- В списке 33 лучших футболистов чемпионата России (4): 
  - № 1 — 1 раз: 2024/2025
  - № 2 — 1 раз: 2022/2023
  - № 3 — 2 раза: 2021/2022,  2023/2024